# Elezioni presidenziali in Montenegro del 2018
Le elezioni presidenziali in Montenegro del 2018 si tennero il 15 aprile.

## Risultati
| Candidati           | Partiti                                                         | Voti    | %     |
| ------------------- | --------------------------------------------------------------- | ------- | ----- |
| Milo Đukanović      | Partito Democratico dei Socialisti del Montenegro               | 180 272 | 53,90 |
| Mladen Bojanić      | Indipendente (DF - SNP - DCG - URA - UCG)                       | 111 711 | 33,40 |
| Draginja Vuksanović | Partito Socialdemocratico del Montenegro - Alleanza Democratica | 27 441  | 8,20  |
| Marko Milačić       | Montenegro Vero                                                 | 9 405   | 2,81  |
| Hazbija Kalač       | Partito della Giustizia e della Riconciliazione                 | 2 677   | 0,80  |
| Vasilije Miličković | Partito dei Pensionati Uniti e dei Disabili                     | 1 593   | 0,48  |
| Dobrilo Dedeić      | Lista Serba                                                     | 1 363   | 0,41  |
| Totale              | Totale                                                          | 334 462 | 100   |